# Jiří Hubálek
Jiří Hubálek (* 25. November 1982 in Prag, Tschechoslowakei) ist ein tschechischer Basketballspieler.

## Biographie
Jiří Hubálek spielte bereits im Nachwuchs von Slavia Prag, ehe er 2003 erstmals in der ersten Mannschaft zum Einsatz kam. Von 2005 bis 2008 war er an der Iowa State University, wo er Humanwissenschaften studierte, und bei den Iowa State Cyclones in der NCAA aktiv. Seit 2008 war er für zahlreiche verschiedene Vereine in den Ligen Italiens, des Iran, des Libanon, Saudi-Arabiens und Argentiniens im Einsatz, ehe er 2017 zum österreichischen BC Vienna stieß.
Jiří Hubálek stand 2008/2009 im Kader der tschechischen Basketballnationalmannschaft in den Qualifikationsspielen zur Basketball-EM 2009. Insgesamt kam er auf acht Einsätze im Nationaltrikot.